# Daniel Lampart
Daniel Lampart (* 1968 in Willisau) ist ein Schweizer Ökonom und Gewerkschaftsfunktionär. Seit 2007 ist er Chefökonom beim Schweizerischen Gewerkschaftsbund (SGB) und seit 2011 Sekretariatsleiter.

## Leben und Karriere
Daniel Lampart, aufgewachsen in einer Gewerblerfamilie in Hergiswil und Luzern, absolvierte das Gymnasium in Luzern, bevor er sich an der Universität Zürich immatrikulierte. Dort studierte er Philosophie, Germanistik und Wirtschaftsgeschichte. Dieses Studium schloss er 1996 mit dem Titel lic. phil. I bei Georg Kohler ab. Ab 1999 war er als wissenschaftlicher Mitarbeiter der Konjunkturforschungsstelle KOF bei der ETH Zürich tätig. Nach einem Studium der Volkswirtschaft an der Universität St. Gallen wurde er 2006 an der Universität Zürich zum Doktor phil. promoviert.
2006 wurde er vom SGB angestellt. Seit 2007 ist er deren Chefökonom und seit 2011 Sekretariatsleiter. Von 2007 bis 2019 war er Mitglied im Bankrat der Schweizerischen Nationalbank.
Lampart vertritt den SGB im Verwaltungsrat von Compenswiss, im Suva-Rat und in weiteren ausserparlamentarischen Kommissionen des Bundes. Er ist verheiratet und wohnt in Zürich.
Lampart gilt als «Ökonom der kleinen Leute», die NZZ bezeichnete ihn als einen der der klügsten Köpfe in Bundesbern und als «Hirn der Gewerkschaften».
Lampart sieht eine Tendenz zu immer instabileren Arbeitsverhältnissen (Arbeit auf Abruf usw.), was er anprangert. Es könnte zu prekären Verhältnisse führen. Ironischerweise führten und führen sogenannte Deregulierungs- und Liberalisierungsprojekte seiner Meinung nach in grossem Masse zu mehr Regulierungen. Anders als sein Kontrahent Roland A. Müller von der Arbeitgeberseite vertritt er den Standpunkt, dass das in der Erwerbsarbeit erzielte Einkommen (auf der Basis von 100 %) existenzsichernd sein sollte und sieht hier Handlungsbedarf.

## Publikationen
- mit David Gallusser, Daniel Kopp: Lohndruck und ungerechte Verteilung. SGB (Hrsg.), Editions à la Carte, Zürich 2013, ISBN 978-3-906159-03-4 (Online, PDF).